# Rokietnica (Precarpazia)
Rokietnica è un comune rurale polacco del distretto di Jarosław, nel voivodato della Precarpazia.
Ricopre una superficie di 57,35 km² e nel 2004 contava 4 419 abitanti.

## Geografia antropica

### Frazioni
Il comune di Rokietnica comprende le località di Czelatyce, Rokietnica (capoluogo), Tapin, Tuligłowy e Wola Rokietnicka.